# Фисун, Александр Петрович
Александр Петрович Фисун (23 февраля 1937, село Великомихайловка, теперь Покровского района Днепропетровской области — 2003, Москва) — советский государственный деятель, генеральный директор производственного объединения «Донецкуголь». Депутат Верховного Совета УССР 11-го созыва.

## Биография
В 1955 году закончил Рутченковский горный техникум Сталинской области.
В 1955—1959 гг. — горный мастер, помощник начальника, начальник участка шахты № 29 треста «Рутченковуголь» комбината «Сталиноуголь».
В 1959 году вступил в КПСС.
В 1959—1963 гг. — военная служба на Тихоокеанском флоте СССР.
В 1963—1967 гг. — студент горного факультета Донецкого политехнического института.
В 1967—1973 гг. — начальник участка, помощник главного инженера, заместитель главного инженера —главный технолог шахты имени Калинина треста «Куйбышевуголь» в Донецкой области. В 1973—1978 гг. — главный инженер шахтоуправления «Октябрьское».
В 1978—1981 гг. — технический директор —главный инженер производственного объединения «Макеевуголь» Донецкой области. В 1981—1982 гг. — генеральный директор производственного объединения «Советскуголь».
В 1982—1986 гг. — генеральный директор производственного объединения «Донецкуголь» Донецкой области.
В 1986—1991 гг. — 1-й заместитель министра угольной промышленности СССР.
В 1991—1993 гг. — заместитель президента Правления корпорации «Уголь России». В 1993—1998 гг. — заместитель генерального директора и вице-президент ОАО «Российская угольная компания».
С 1998 г. — заместитель директора Государственного учреждения по вопросам реорганизации и ликвидации нерентабельных шахт и разрезов Министерства топлива и энергетики России.
Член Совета директоров акционерных обществ «Ростовуголь» и «Тулауголь». С 1987 г. — председатель исполнительного комитета общества горных инженеров угольной отрасли. С 1996 г. — председатель Правления региональной общественной организации «Шахтеры —инвалиды Чернобыля».

## Награды
- Орден Октябрьской Революции (1985)
- Орден «Знак Почёта» (1981)
- Орден Мужества (1996)
- лауреат премии Правительства Российской Федерации (1999)
- заслуженный шахтёр Украинской ССР (1987)
- медали